# Kłodno (jezioro)
Kłodno (kaszb. Jezoro Kłódno) – jezioro rynnowe na Pojezierzu Kaszubskim w powiecie kartuskim (województwo pomorskie). Kłodno położone jest na obszarze Kaszubskiego Parku Krajobrazowego. Wzdłuż południowej i zachodniej linii brzegowej jeziora przebiega Droga Kaszubska, a samo jezioro poprzez wąskie przesmyki wodne łączy się z jeziorami Małym Brodnem i Raduńskim Dolnym. Przez jezioro przepływa Radunia. Kłodno jest jednym z trzech Jezior Chmieleńskich i leży na szlaku wodnym „Kółko Raduńskie”.
Ogólna powierzchnia: 134,9 ha, długość: 2,0 km, maksymalna głębokość: 38,5 m.
Przed 1920 jezioro nosiło nazwę niemiecką Klodno-See.